# 多核冬青
多核冬青（学名：Ilex polypyrena）是冬青科冬青属的植物，为中国的特有植物。分布在中国大陆的广西等地，生长于海拔1,000米的地区，多生长于林中、灌木林中、常绿阔叶林中和疏林中，目前已由人工引种栽培。